# Kepler-19c

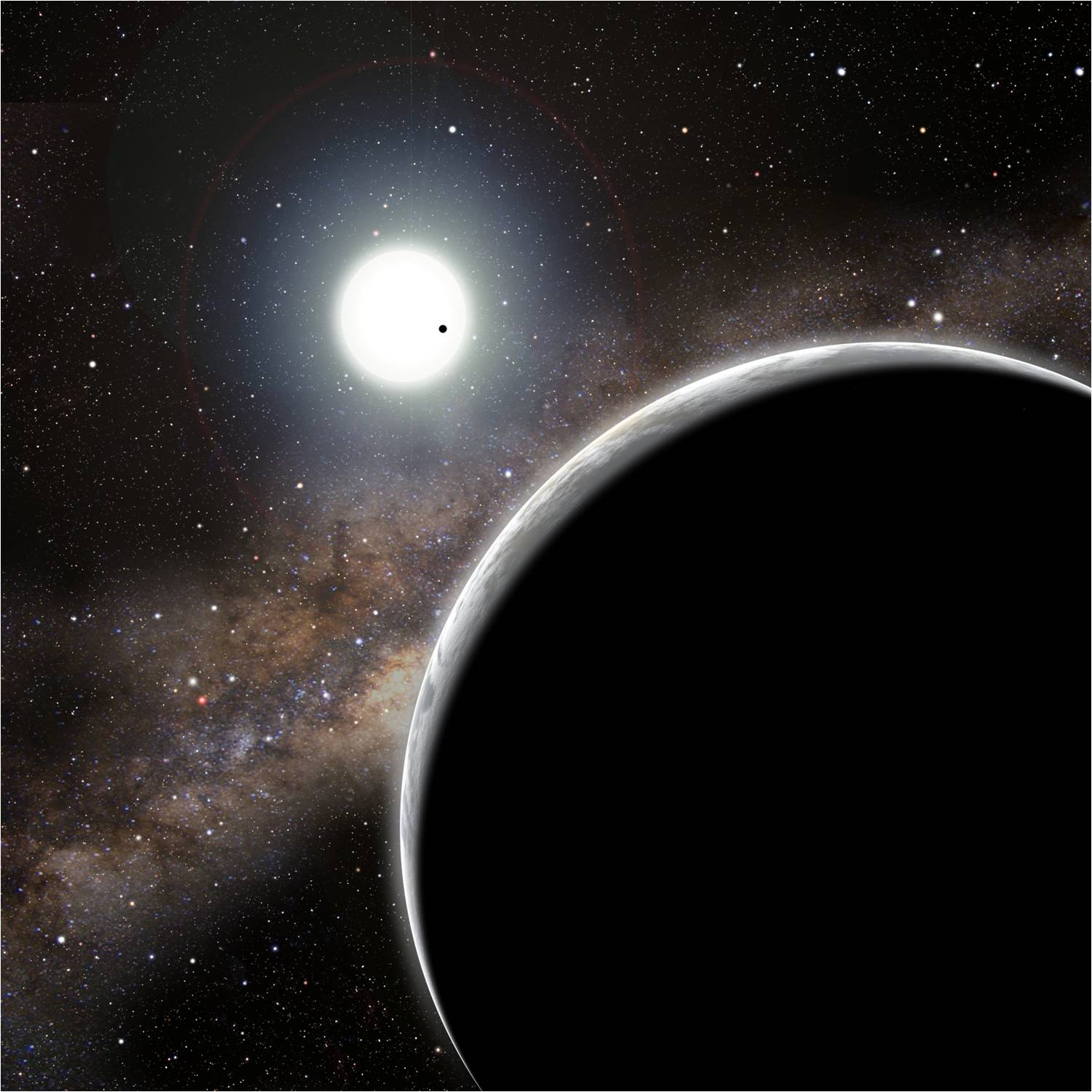
Imagem ilustrativa de Kepler-19c.

Kepler-19c é um planeta extrassolar que orbita a estrela Kepler-19. Foi descoberto com base em perturbações causadas na órbita de seu planeta vizinho, Kepler-19b. Como não foi detectado por outro método, não se sabe muito sobre sua órbita e características físicas, porém ele não pode ter um período orbital maior que 160 dias e uma massa maior que 6 MJ.